# Halina Wyrodek
Halina Wyrodek-Dziędziel (sinh ngày 4 tháng 4 năm 1946 tại Olkusz - mất ngày 12 tháng 8 năm 2008 tại Kraków) là một diễn viên người Ba Lan.

## Sự nghiệp
Năm 1969, Halina Wyrodek tốt nghiệp Học viện Nghệ thuật Sân khấu Quốc gia AST ở Kraków. Bà là diễn viên sân khấu quen thuộc tại Nhà hát Juliusz Słowacki ở Kraków (1969-1991). Ngoài sự nghiệp diễn xuất trên sân khấu, Halina Wyrodek còn góp mặt trong nhiều bộ phim điện ảnh và phim truyền hình Ba Lan, chẳng hạn như: Party przy świecach (1980), Kochankowie mojej mamy (1985), Autoportret z kochanką (1996), Sztos (1997) và Vinci (2004).

## Đời tư
Halina Wyrodek là vợ nam diễn viên Marian Dziędziel.

## Thành tích nghệ thuật
Dưới đây liệt kê các phim điện ảnh và phim truyền hình có sự góp mặt của Halina Wyrodek:
- Opowieść w czerwieni (1974) − Aniela
- Strach (1975) − Danka
- Wodzirej (1977)
- Pejzaż horyzontalny (1978)
- Układ krążenia (1978)
- Zmory (1978) − Róża
- Ślad na ziemi (1978) − Wiesia
- Cham (1979) − Ula
- Szansa (1979)
- Grzeszny żywot Franciszka Buły (1980)
- Party przy świecach (1980) − Aniołek
- Białe tango (1981) − Jadwiga
- Odlot (1982)
- Ta nasza młodość (1982)
- Na straży swej stać będę (1983)
- Kobieta z prowincji (1984)
- Kochankowie mojej mamy (1985)
- Na kłopoty... Bednarski (1986)
- Opowieść Harleya (1987)
- Marcowe migdały (1989) − Ela
- Modrzejewska (1989)
- Dwa księżyce (1993) − Kubikowa
- Kraj świata (1993)
- Spis cudzołożnic (1994)
- Autoportret z kochanką (1996)
- Baśń o Pączkowej (1996) − Pączkowa
- Sława i chwała (1997)
- Sztos (1997)
- Świat według Kiepskich (2001 và 2008)
- Na dobre i na złe (2002)
- Królowa chmur z cyklu Święta polskie (2003)
- Vinci (2004)
- Pensjonat pod Różą (2005) − Jadźka
- Dwie strony medalu (2007)